# Paquet d'onde gaussien

## Introduction sur les paquets d'ondes planes à trois dimensions
Dans le cadre de la mécanique quantique, on peut s'intéresser à la forme des solutions de l'équation de Schrödinger dans le cas d'une particule libre, c'est-à-dire telle que le potentiel auquel elle est soumise est nulle, ou {\displaystyle V({\vec {r}},t)=0}.
On peut alors montrer, en supposant une séparation des variables, que la solution la plus générale est une combinaison linéaire sur le paramètre continu k de la forme
{\displaystyle \psi ({\vec {r}},t)={\frac {1}{(2\pi )^{3/2}}}\int g({\vec {k}})e^{i({\vec {k}}.{\vec {r}}-\omega (k)(t-t_{0}))}d^{3}k}
Dans cette expression
- {\displaystyle \omega (k)\ =\ {\frac {\hbar k^{2}}{2m}}}
- {\displaystyle {\vec {k}}} est un vecteur quelconque de {\displaystyle \mathbb {R} ^{3}} tel que {\displaystyle {\frac {\hbar ^{2}k^{2}}{2m}}=E}
- {\displaystyle E} est le paramètre de séparation des variables.
- Le facteur {\displaystyle {\frac {1}{(2\pi )^{3/2}}}} est celui choisi pour symétriser la transformée de Fourier à trois dimensions.
- {\displaystyle g({\vec {k}})} est le paquet d'ondes planes à trois dimensions.

Si l'on regarde la fonction d'onde en l'instant initial, donc en {\displaystyle t=t_{0}}, on s'aperçoit que {\displaystyle \psi ({\vec {r}},t)} est la transformée de Fourier de {\displaystyle g({\vec {k}})}, et inversement.
Ce résultat est tout à fait général et le fait que l'on puisse écrire {\displaystyle \psi ({\vec {r}},t_{0})} sous forme d'une transformée de Fourier est également valable pour une particule non libre.
De plus, l'égalité de Parseval fournit
{\displaystyle \int |\psi ({\vec {r}},t_{0})|^{2}d^{3}r=\int |g({\vec {k}})|^{2}d^{3}k}
Ce qui assure que la fonction d'onde est normée si et seulement si {\displaystyle g({\vec {k}})} l'est.
Cette propriété est importante dans le sens où le carré de la norme de la fonction d'onde représente la probabilité de présence de la particule.

## Le paquet d'onde gaussien

Paquet d'onde gaussien 1D, représenté dans le plan complexe, pour a=2 et k=4

Paquet d'onde gaussien 1D, représenté dans le plan complexe, pour a=1 et k=4

On peut considérer comme expression pour {\displaystyle g({\vec {k}})} la fonction
qui constitue le paquet d'onde gaussien.
On peut alors démontrer les relations suivantes, à l'aide des formules de Poisson :
- {\displaystyle \int |g({\vec {k}})|^{2}d^{3}k=1}
- {\displaystyle \psi ({\vec {r}},t_{0})=\left({\frac {2}{\pi a^{2}}}\right)^{3/4}e^{i{\vec {k_{0}}}.{\vec {r}}}e^{-r^{2}/a^{2}}}

En repartant de l'expression générale de {\displaystyle \psi ({\vec {r}},t)}, on peut également démontrer que
{\displaystyle \psi ({\vec {r}},t)=\left({\frac {2a^{2}}{\pi }}\right)^{3/4}{\frac {1}{\left(a^{2}+{\frac {2i\hbar (t-t_{0})}{m}}\right)^{3/2}}}e^{i\phi (t)}e^{i{\vec {k_{0}}}.{\vec {r}}}e^{-{\frac {\left({\vec {r}}-{\frac {\hbar {\vec {k_{0}}}}{m}}(t-t_{0})\right)^{2}}{a^{2}+{\frac {2i\hbar (t-t_{0})}{m}}}}}}
Où {\displaystyle \phi (t)=-{\frac {\hbar k_{0}^{2}(t-t_{0})}{2m}}}
En calculant le carré du module de cette fonction d'onde, on constate les éléments suivants:
- La densité de probabilité de présence de la particule est une gaussienne à trois dimensions.
- Dont l'amplitude décroît comme le temps.
- Dont le centre se déplace avec une vitesse {\displaystyle {\vec {v_{0}}}={\frac {\hbar {\vec {k_{0}}}}{m}}}.
- Dont la largeur augmente comme le temps.

Ces constatations font partie de l'indéterminisme quantique: la position d'une particule n'est plus décrite que par une probabilité de présence en tout temps t et tout lieu {\displaystyle {\vec {r}}}.